# Смирнов, Виктор Петрович (лётчик)
Виктор Петрович Смирнов (1921—1942) — старшина Рабоче-крестьянской Красной Армии, участник Великой Отечественной войны, Герой Советского Союза (1943).

## Биография
Виктор Смирнов родился в деревне Сутоки Волоколамского уезда (ныне Шаховского района) в 1921 году. В 1939 году он был призван на службу в Рабоче-крестьянскую Красную Армию. В 1941 году Смирнов окончил Борисоглебскую военную авиационную школу пилотов.
С июня 1942 года — на фронтах Великой Отечественной войны. Воевал лётчиком 629-го истребительного авиаполка 102-й истребительной авиадивизии войск ПВО. Участвовал в Сталинградской битве.
К октябрю 1942 года старшина Виктор Смирнов совершил 129 боевых вылетов, принял участие в 37 воздушных боях, сбив 7 вражеских самолётов лично и 2 в группе. В воздушном бою 2 октября 1942 года, израсходовав все боеприпасы, тараном сбил вражеский истребитель, при этом сам погиб.
Указом Президиума Верховного Совета СССР от 8 февраля 1943 года за «образцовое выполнение боевых заданий командования на фронте борьбы с немецкими захватчиками и проявленные при этом отвагу и геройство» старшина Виктор Смирнов посмертно был удостоен высокого звания Героя Советского Союза. Также был награждён двумя орденами Ленина.
Установлен бюст в пгт Шаховская Московской области. В посёлке Средняя Ахтуба в честь Виктора Петровича Смирнова названа улица.

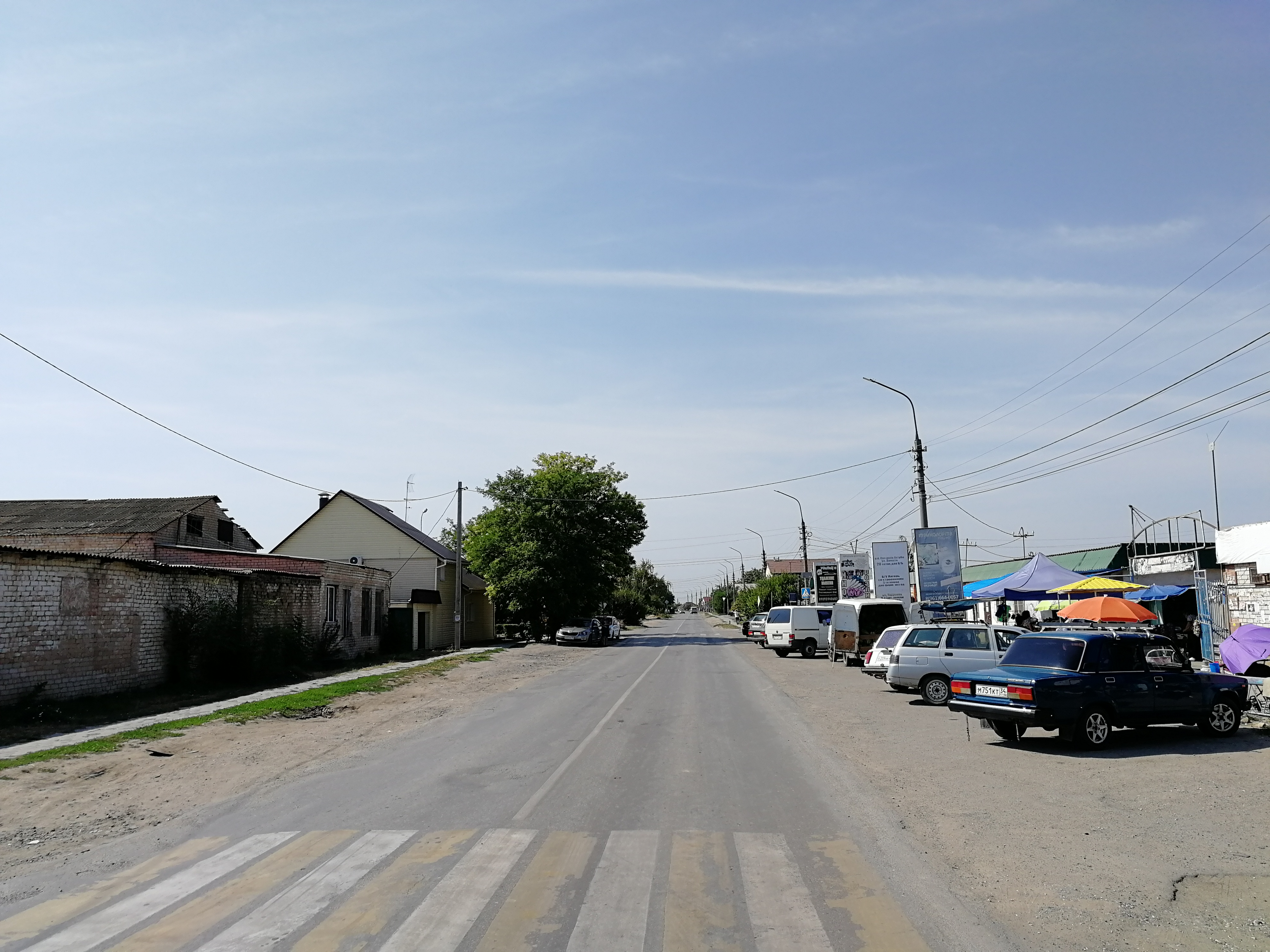
Улица, названная в честь Виктора Петровича Смирнова, в посёлке Средняя Ахтуба
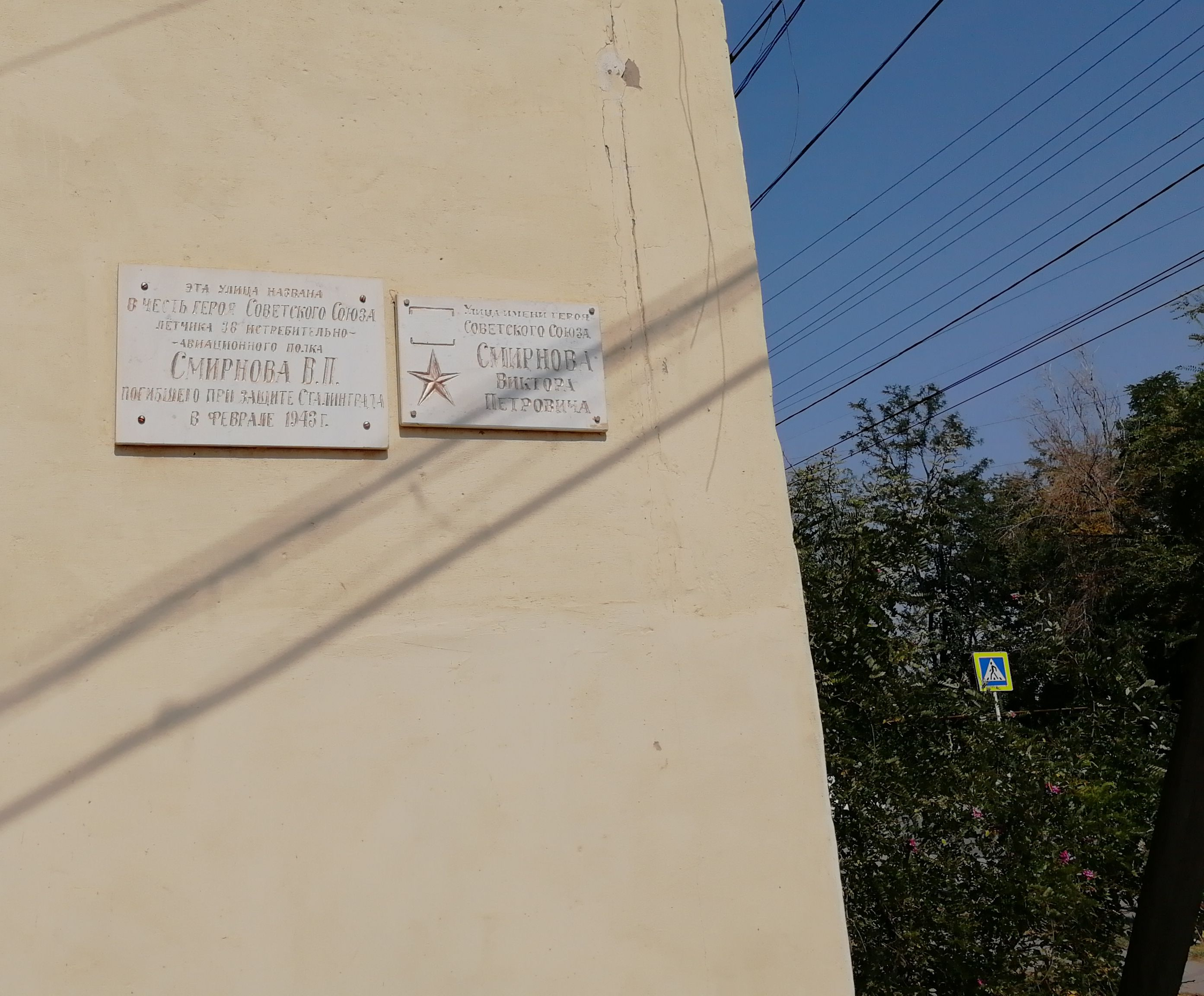
Памятная табличка на доме в посёлке Средняя Ахтуба
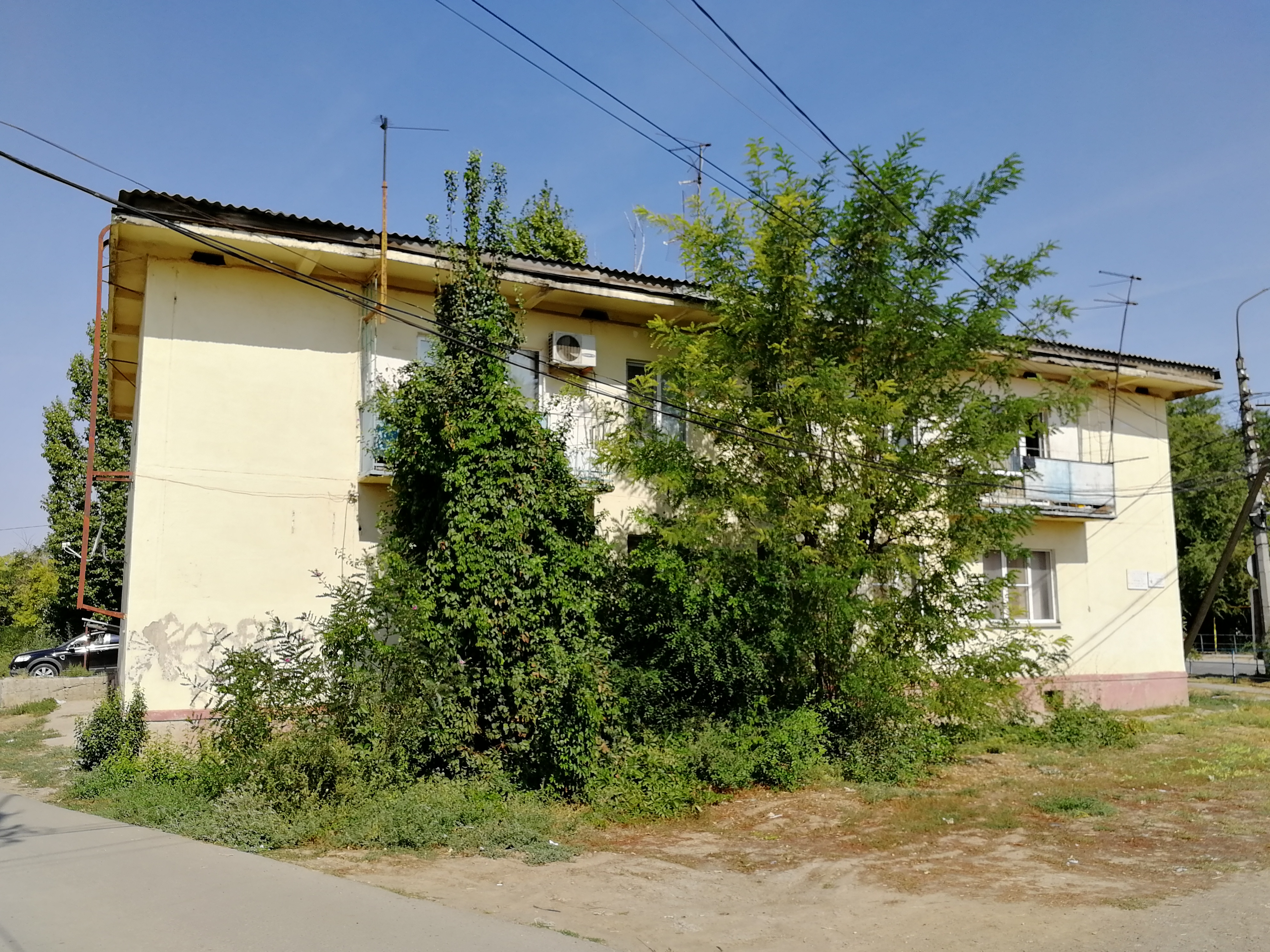
Дом в посёлке Средняя Ахтуба, на котором установлена памятная табличка